# Ad charisma tuendum
Ad charisma tuendum, frase llatina que significa «per a protegir el carisma» és el títol d'un motu proprio (decret) del papa Francesc (Jorge Mario Bergoglio) que reorganitza l'estatut de l'Opus Dei dins de l'Església catòlica.
El decret forma part de la reforma de la Cúria romana començada amb la constitució apostòlica Praedicate Evangelium del 9 de març 2022. Canvia l'estatut de les prelatures personals. L'Opus Dei és fins ara l'única organització dins de l'Església catòlica que va obtenir aquest estatut particular. Amb la reforma, aquestes prelatures ja no formaran part de la Congregació de Bisbes i el seu cap ja no tindrà pas el rang de bisbe. D'aleshores ençà, Opus Dei depèn del ministeri vaticà Dicasteri per al Clergat. Així perd l'autonomia que l'estatut de diòcesi sense territori li atorgava. Serà sotmès a control anual com altres organitzacions. El papa és convençut que: «per a la protecció del do particular de l'Esperit, una forma de govern basat més en el carisma que en l'autoritat jeràrquica, és necessari. Per tant, el prelat no serà honrat amb l'orde episcopal.» Aposta per un estil de govern més carismàtic i menys centralitzat en el cap i obliga l'Opus Dei a refundar-se. L'enfocament en el carisma en lloc de l'autoritat jeràrquica és un canvi quan es compara amb les paraules de Joan Pau II. Quan aquest va crear la prelatura el 1982, en va subratllar precisament el caràcter jeràrquic. En una carta als membres de la seva organització, el prelat d'Opus Dei Fernando Ocáriz accepta «filialment» la decisió del papa. Hi ha afegit que no fa menester l'ordenació episcopal per complir la seva missió.